# Gheorghe Brega

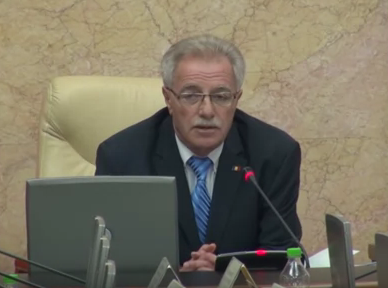
Gheorghe Brega (2015)

Gheorghe Brega (* 25. September 1951 in Drepcăuți) ist ein moldauischer Politiker der Liberalen Partei. 
Brega war vom 30. Oktober 2015 bis zum 20. Januar 2016 Ministerpräsident der Republik Moldau. Er ist Mitglied des moldauischen Parlaments.